# Hramîne, Lebedîn
Hramîne (în ucraineană Грамине) este un sat în comuna Holubivka din raionul Lebedîn, regiunea Sumî, Ucraina.

## Demografie
Componența lingvistică a localității Hramîne
     Ucraineană (92,5%)
     Rusă (5,63%)
Conform recensământului din 2001, majoritatea populației localității Hramîne era vorbitoare de ucraineană (92,5%), existând în minoritate și vorbitori de rusă (5,63%).